# Dido abandonada (Hasse)
Dido abandonada (título original en italiano, Didone abbandonata) es una ópera seria o dramma per musica en tres actos con música de Johann Adolf Hasse y libreto en italiano de Pietro Metastasio, adaptado por Francesco Algarotti. Se estrenó el 7 de octubre de 1742 en Hubertusburg. Hubo una segunda versión, ligeramente revisada, que se estrenó el 4 de febrero de 1743 en el Grosses Königliches Opernhaus am Zwingerhof (Hoftheater) de Dresde.
Una de sus arias más conocidas es L'Augeletto.

## Principales representaciones
| Fecha      | Lugar de representación                  | Título             | Género            |
| ---------- | ---------------------------------------- | ------------------ | ----------------- |
| 07/10/1742 | Hubertusburg                             | Didone abbandonata | dramma per musica |
| carn. 1743 | Dresde                                   | Didone abbandonata | dramma per musica |
| 1744       | Napoles                                  | Didone abbandonata | dramma per musica |
| 26/03/1748 | Londres, King's Theatre in the Haymarket | Didone             | dramma per musica |
| [1752]     | Berlín, Teatro Real                      | Didone abbandonata | dramma per musica |
| 1769       | Berlín, Teatro Real                      | Didone abbandonata | dramma per musica |

## Libretos
| Año    | Título                               | Lugar y editor                                |
| ------ | ------------------------------------ | --------------------------------------------- |
| 1742   | Didone abbandonata (primera edición) | Dresde, Stamperia Regia per la vedova Stössel |
| 1742   | Die verlassene Dido                  | Dresde, Stösselin                             |
| [1743] | Didone abbandonata                   | Dresde, Stösselin                             |
| 1744   | Didone abbandonata                   | Nápoles, Cristoforo Ricciardi                 |
| 1748   | Didone                               | Londres, G. Woodfall                          |
| [1752] | Didone abbandonata                   | Berlín, Haude e Spener                        |
| 1752   | Didone abbandonata                   | Dresde, Stössel                               |
| 1769   | Didone abbandonata                   | Berlín, Haude e Spener                        |